# Critérium du Dauphiné Libéré 2003
De 55ste editie van de Franse etappekoers Dauphiné Libéré 2003 werd gereden van 8 tot en met 15 juni 2003. Er werd gestart in Villard-de-Lans en de ronde eindigde in Grenoble. Lance Armstrong won de ronde met iets meer dan een minuut voorsprong op Iban Mayo, maar zijn zege werd de Amerikaan in 2012 ontnomen wegens dopinggebruik.

## Startlijst
US Postal-Berry Floor
- 1.  Lance Armstrong
- 2.  Manuel Beltrán
- 3.  Vjatsjeslav Jekimov
- 4.  Floyd Landis
- 5.  Gennadi Michajlov
- 6.  Pavel Padrnos
- 7.  Víctor Hugo Peña
- 8.  José Luis Rubiera

Crédit Agricole
- 11.  Christophe Moreau
- 12.  Pierrick Fédrigo
- 13.  Cédric Fragniere
- 14.  Thor Hushovd
- 15.  Mads Kaggestad
- 16.  Christophe Le Mével
- 17.  Anthony Morin
- 18.  Benoît Poilvet

Team CSC
- 21.  Tyler Hamilton
- 22.  Michael Blaudzun
- 23.  Manuel Calvente
- 24.  Nicolas Jalabert
- 25.  Peter Luttenberger
- 26.  Andrea Peron
- 27.  Carlos Sastre
- 28.  Nicki Sørensen

Alessio
- 31.  Laurent Dufaux
- 32.  Andrea Brognara
- 33.  Raffaele Ferrara
- 34.  Davide Frattini
- 35.  Angelo Furlan
- 36.  Ruslan Ivanov
- 37.  Denis Lunghi
- 38.  Ruggero Marzoli

Brioches La Boulangère
- 41.  Sylvain Chavanel
- 42.  Walter Bénéteau
- 43.  Anthony Charteau
- 44.  Anthony Geslin
- 45.  Maryan Hary
- 46.  Jérôme Pineau
- 47.  Franck Renier
- 48.  Didier Rous

Quick.Step-Davitamon
- 51.  Richard Virenque
- 52.  Tom Boonen
- 53.  David Cañada
- 54.  Andrej Kasjetsjkin
- 55.  Bram Tankink
- 56.  Wilfried Cretskens
- 57.  Kurt Van De Wouwer
- 58.  Piotr Wadecki

Cofidis, Le Crédit par Téléphone
- 61.  David Moncoutié
- 62.  Frédéric Bessy
- 63.  Médéric Clain
- 64.  Dmitri Fofonov
- 65.  Massimiliano Lelli
- 66.  David Millar
- 67.  Janek Tombak
- 68.  Cédric Vasseur

iBanesto.com
- 71.  Denis Mensjov
- 72.  José Vicente García
- 73.  Rafael Mateos
- 74.  Vladimir Karpets
- 75.  Pablo Lastras
- 76.  Francisco Mancebo
- 77.  Juan Miguel Mercado
- 78.  Javier Pascual

FDJeux.com
- 81.  Nicolas Vogondy
- 82.  Baden Cooke
- 83.  Jacky Durand
- 84.  Philippe Gilbert
- 85.  Bradley McGee
- 86.  Christophe Mengin
- 87.  Benoît Vaugrenard
- 88.  Matthew Wilson

Rabobank
- 91.  Michael Boogerd
- 92.  Jan Boven
- 93.  Kevin De Weert
- 94.  Addy Engels
- 95.  Levi Leipheimer
- 96.  Grischa Niermann
- 97.  Remmert Wielinga
- 98.  Beat Zberg

AG2r-Prévoyance
- 101.  Laurent Brochard
- 102.  Mikel Astarloza
- 103.  Aleksandr Botsjarov
- 104.  Íñigo Chaurreau
- 105.  Andy Flickinger
- 106.  Christophe Oriol
- 107.  Nicolas Portal
- 108.  Ludovic Turpin

Euskaltel-Euskadi
- 111.  Iker Flores
- 112.  Rubén Díaz de Cerio
- 113.  Alberto López
- 114.  Egoi Martínez
- 115.  Iban Mayo
- 116.  Aitor Silloniz
- 117.  Josu Silloniz
- 118.  Joseba Zubeldia

Jean Delatour
- 121.  Patrice Halgand
- 122.  Samuel Dumoulin
- 123.  Gilles Bouvard
- 124.  Christophe Edaleine
- 125.  Frédéric Finot
- 126.  Eddy Seigneur
- 127.  Joeri Krivtsov
- 128.  Laurent Lefèvre

Phonak Hearing Systems
- 131.  Benoît Salmon
- 132.  Roger Beuchat
- 133.  Gonzalo Bayarri
- 134.  Iker Camaño
- 135.  Cyril Dessel
- 136.  Fabrice Gougot
- 137.  Miguel Martinez
- 138.  Aljaksandr Oesaw

Big Mat-Auber 93
- 141.  Felix García Casas
- 142.  Guillaume Auger
- 143.  Ludovic Auger
- 144.  Loïc Lamouller
- 145.  Plamen Stoyanov
- 146.  Aleksej Sivakov
- 147.  Sébastie Talabardon
- 148.  Yannick Talabardon

## Etappe-overzicht
| etappe  | datum   | start               | finish            | afstand | winnaar             | klassementsleider |
| ------- | ------- | ------------------- | ----------------- | ------- | ------------------- | ----------------- |
| Proloog | 8 juni  | Villard-de-Lans     | Villard-de-Lans   | 5,1 km  | Iban Mayo           | Iban Mayo         |
| 1e      | 9 juni  | Méaudre             | Vaison-la-Romaine | 198 km  | Plamen Stoyanov     | Iban Mayo         |
| 2e      | 10 juni | Bollène             | Vienne            | 195 km  | Thor Hushovd        | Iban Mayo         |
| 3e      | 11 juni | Saint-Paul-en-Jarez | Saint-Héand       | 33,4 km | Lance Armstrong     | Lance Armstrong   |
| 4e      | 12 juni | Vienne              | Morzine           | 237 km  | Iban Mayo           | Lance Armstrong   |
| 5e      | 13 juni | Morzine             | Chambéry          | 192 km  | Laurent Lefèvre     | Lance Armstrong   |
| 6e      | 14 juni | Challes-les-Eaux    | Briançon          | 153 km  | Juan Miguel Mercado | Lance Armstrong   |
| 7e      | 15 juni | Briançon            | Grenoble          | 174 km  | Cédric Vasseur      | Lance Armstrong   |

## Etappe-uitslagen

### Proloog
| Villard-de-Lans – Villard-de-Lans (5,1 km) |                 |                   |          |
| Plaats                                     | Naam            | Ploeg             | Tijd     |
| Winnaar                                    | Iban Mayo       | Euskaltel-Euskadi | 0h08'44" |
| 2                                          | David Millar    | Cofidis           | +00' 04" |
| 3                                          | Lance Armstrong | US Postal         | +00' 10" |

### 1e etappe
| Méaudre – Vaison-la-Romaine (198 km) |                 |                        |          |
| Plaats                               | Naam            | Ploeg                  | Tijd     |
| Winnaar                              | Plamen Stoyanov | Big Mat-Auber 93       | 4h39'15" |
| 2                                    | Bradley McGee   | FDJeux.com             | z.t.     |
| 3                                    | Walter Bénéteau | Brioches La Boulangère | z.t.     |

### 2e etappe
| Bollène – Vienne (195 km) |                  |                        |          |
| Plaats                    | Naam             | Ploeg                  | Tijd     |
| Winnaar                   | Thor Hushovd     | Crédit Agricole        | 4h23'42" |
| 2                         | Aljaksandr Oesaw | Phonak Hearing Systems | z.t.     |
| 3                         | Baden Cooke      | FDJeux.com             | z.t.     |

### 3e etappe
| Saint-Paul-en-Jarez – Saint-Héand (individuele tijdrit over 33,4 km) |                 |                   |          |
| Plaats                                                               | Naam            | Ploeg             | Tijd     |
| Winnaar                                                              | Lance Armstrong | US Postal         | 0h49'32" |
| 2                                                                    | David Millar    | Cofidis           | +01' 06" |
| 3                                                                    | Iban Mayo       | Euskaltel-Euskadi | +01' 26" |

### 4e etappe
| Vienne – Morzine (237 km) |                   |                   |          |
| Plaats                    | Naam              | Ploeg             | Tijd     |
| Winnaar                   | Iban Mayo         | Euskaltel-Euskadi | 6h26'44" |
| 2                         | Lance Armstrong   | US Postal         | z.t.     |
| 3                         | Francisco Mancebo | iBanesto.com      | z.t.     |

### 5e etappe
| Morzine – Chambéry (192 km) |                  |                 |          |
| Plaats                      | Naam             | Ploeg           | Tijd     |
| Winnaar                     | Laurent Lefèvre  | Jean Delatour   | 4h39'22" |
| 2                           | Pierrick Fédrigo | Crédit Agricole | z.t.     |
| 3                           | Denis Mensjov    | iBanesto.com    | z.t.     |

### 6e etappe
| Challes-les-Eaux – Briançon (153 km) |                     |                   |          |
| Plaats                               | Naam                | Ploeg             | Tijd     |
| Winnaar                              | Juan Miguel Mercado | iBanesto.com      | 3h58'47" |
| 2                                    | Iban Mayo           | Euskaltel-Euskadi | +00' 26" |
| 3                                    | Mikel Astarloza     | Ag2r Prévoyance   | +00' 29" |

### 7e etappe
| Briançon – Grenoble (174 km) |                     |                   |          |
| Plaats                       | Naam                | Ploeg             | Tijd     |
| Winnaar                      | Cédric Vasseur      | Cofidis           | 4h22'02" |
| 2                            | Christophe Edaleine | Jean Delatour     | +02' 00" |
| 3                            | Iban Mayo           | Euskaltel-Euskadi | +02' 09" |

## Eindklassementen
| Plaats    | Naam                | Ploeg                  | Tijd      |
| --------- | ------------------- | ---------------------- | --------- |
| Gele trui | Lance Armstrong     | US Postal              | 29u31'51" |
| 2         | Iban Mayo           | Euskaltel-Euskadi      | +01' 12"  |
| 3         | David Millar        | Cofidis                | +02' 47"  |
| 4         | Francisco Mancebo   | iBanesto.com           | +04' 35"  |
| 5         | Christophe Moreau   | Crédit Agricole        | +04' 49"  |
| 6         | Íñigo Chaurreau     | Ag2r Prévoyance        | +05' 53"  |
| 7         | Juan Miguel Mercado | iBanesto.com           | +06' 03"  |
| 8         | Levi Leipheimer     | Rabobank               | +06' 25"  |
| 9         | Cyril Dessel        | Phonak Hearing Systems | +07' 18"  |
| 10        | Alberto López       | Euskaltel-Euskadi      | +08' 07"  |
|           |                     |                        |           |
| 12        | Remmert Wielinga    | Rabobank               | +09' 28"  |
| 27        | Kurt Van De Wouwer  | Quick Step             | +23' 49"  |

| Plaats      | Naam            | Ploeg             | Punten |
| ----------- | --------------- | ----------------- | ------ |
| Groene trui | Iban Mayo       | Euskaltel-Euskadi | 113    |
| 2           | Lance Armstrong | US Postal         | 87     |
| 3           | David Millar    | Cofidis           | 64     |

| Plaats        | Naam              | Ploeg             | Punten |
| ------------- | ----------------- | ----------------- | ------ |
| Bolletjestrui | Iban Mayo         | Euskaltel-Euskadi | 132    |
| 2             | Lance Armstrong   | US Postal         | 99     |
| 3             | Christophe Moreau | Crédit Agricole   | 81     |

| Plaats      | Naam              | Ploeg             | Punten |
| ----------- | ----------------- | ----------------- | ------ |
| Oranje trui | Iban Mayo         | Euskaltel-Euskadi | 280    |
| 2           | Lance Armstrong   | US Postal         | 226    |
| 3           | Francisco Mancebo | iBanesto.com      | 160    |

| Plaats     | Naam                | Ploeg           | Tijd      |
| ---------- | ------------------- | --------------- | --------- |
| Witte trui | Juan Miguel Mercado | iBanesto.com    | 29u37'56" |
| 2          | Remmert Wielinga    | Rabobank        | +03' 25"  |
| 3          | Mikel Astarloza     | Ag2r Prévoyance | +05' 49"  |

| Plaats | Ploeg                            | Tijd      |
| ------ | -------------------------------- | --------- |
|        | iBanesto.com                     | 88u55'42" |
| 2      | Cofidis, Le crédit par Téléphone | +00' 55"  |
| 3      | Ag2r Prévoyance                  | +02' 44"  |

## Uitvallers

### 1e etappe
- Rafael Mateos (iBanesto.com)
- Matthew Wilson (FDJeux.com)
- Kevin De Weert (Rabobank)

### 2e etappe
- Denis Lunghi (Alessio)[1]
- Ruggero Marzoli (Alessio)

### 3e etappe
- Ludovic Auger (Big Mat-Auber 93)[2]

### 4e etappe
- Baden Cooke (FDJeux.com)[1]
- Angelo Furlan (Alessio)
- Ruslan Ivanov (Alessio)
- Wilfried Cretskens (Quick.Step-Davitamon)
- Jacky Durand (FDJeux.com)
- Fabrice Gougot (Phonak Hearing Systems)

### 5e etappe
- Janek Tombak (Cofidis, Le Crédit par Téléphone)

### 6e etappe
- Miguel Martinez (Phonak Hearing Systems)[1]
- Christophe Oriol (AG2r Prévoyance)
- Gonzalo Bayarri (Phonak Hearing Systems)

### 7e etappe
- Tyler Hamilton (Team CSC)[1]
- Pierrick Fédrigo (Crédit Agricole)
- Andrea Peron (Team CSC)
- Andrea Brognara (Alessio)
- Raffaele Ferrara (Alessio)
- Davide Frattini (Alessio)
- Jérôme Pineau (Brioches La Boulangère)
- Jose Vicente Garcia (iBanesto.com)
- Javier Pascual (iBanesto.com)
- Bradley McGee (FDJeux.com)
- Beat Zberg (Rabobank)
- Guillaume Auger (Big Mat-Auber 93)
- Loïc Lamouller (Big Mat-Auber 93)
- Alexei Sivakov (Big Mat-Auber 93)

1947 · 1948 · 1949 · 1950 · 1951 · 1952 · 1953 · 1954 · 1955 · 1956 · 1957 · 1958 · 1959 · 1960 · 1961 · 1962 · 1963 · 1964 · 1965 · 1966 · 1967 · 1968 · 1969 · 1970 · 1971 · 1972 · 1973 · 1974 · 1975 · 1976 · 1977 · 1978 · 1979 · 1980 · 1981 · 1982 · 1983 · 1984 · 1985 · 1986 · 1987 · 1988 · 1989 · 1990 · 1991 · 1992 · 1993 · 1994 · 1995 · 1996 · 1997 · 1998 · 1999 · 2000 · 2001 · 2002 · 2003 · 2004 · 2005 · 2006 · 2007 · 2008 · 2009 · 2010 · 2011 · 2012 · 2013 · 2014 · 2015 · 2016 · 2017 · 2018 · 2019 · 2020 · 2021 · 2022 · 2023 · 2024